# Olympia Dukakis
Olympia Dukakis, född 20 juni 1931 i Lowell, Massachusetts, död 1 maj 2021 i New York, var en amerikansk skådespelare. Dukakis tilldelades en Oscar 1988 för rollen som Rose Castorini i Mångalen. Hon är även känd för roller som Clairee Belcher i
Blommor av stål (1989) och som Mrs. Gordon i Jerusalem (1996).
Olympia Dukakis var kusin till politikern Michael Dukakis.

## Filmografi
- 1963 – Twice a Man
- 1964 – Lilith
- 1969 – John och Mary
- 1974 – Nicky's World
- 1975 – Måsen
- 1979 – Gänget
- 1980 – Idolmaker
- 1985 – Walls of Glass
- 1987 – Mångalen
- 1989 – Dad
- 1989 – Blommor av stål
- 1989 – Titta han snackar!
- 1990 – Titta hon snackar också!
- 1990 – Mord säger stjärnorna
- 1991 – Fire In The Dark
- 1992 – Sinatra - Rösten som förändrade världen
- 1993 – Titta vem som snackar nu!
- 1993 – Älska igen
- 1993 – Tales of the City
- 1993 – Digger
- 1994 – I Love Trouble
- 1995 – På tal om Afrodite
- 1995 – Herr Hollands opus
- 1995 – Dead Badge
- 1995 – Jeffrey
- 1996 – Jerusalem (TV-film)
- 1996 – Jagat hjärta
- 1997 – Drömbilden
- 1997 – Milk & Money
- 1998 – Maffia!
- 1998 – More tales of the city
- 1998 – Better Living
- 1999 – Joan of Arc
- 2000 – The Last of the Blonde Bombshells
- 2001 – Jakten på livet
- 2001 – Ladies and the Champ
- 2001 – Further tales of the city
- 2002 – The Intended
- 2003 – The Event
- 2003 – Min för evigt
- 2004 – The Librarian: Quest for the Spear
- 2005 – The Thing About My Folks
- 2005 – 3 Needles
- 2005 – The Great New Wonderful
- 2006 – Away from Her
- 2006 – The Librarian: Return to King Solomon's Mines
- 2006 – Jesus, Mary and Joey
- 2007 – In the Land of Women
- 2011 – Cloudburst
- 2011 – Montana Amazon